# Ruimtecapsule

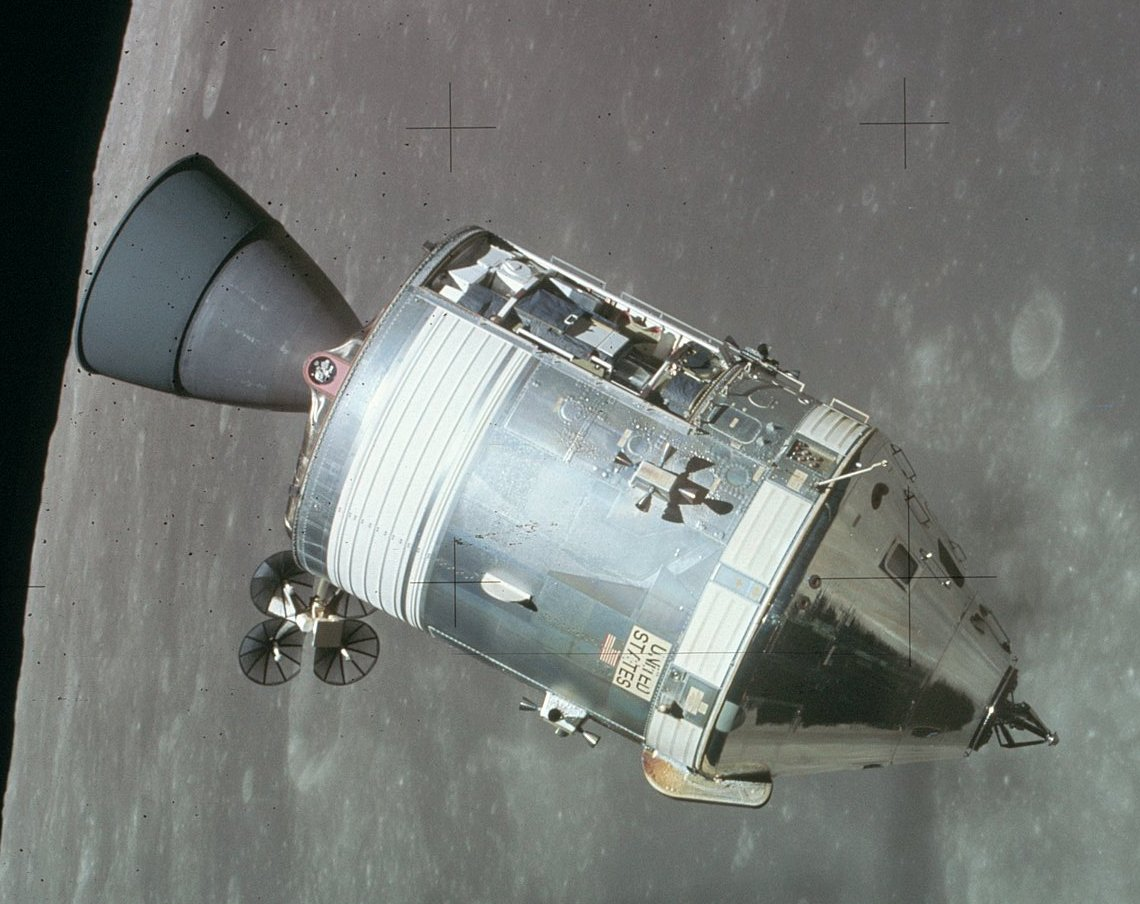
Apollo 15 Command/Service Module in een baan rond de maan

Onder een ruimtecapsule kan elk ruimtevaartuig (bemand of onbemand) worden verstaan dat met een draagraket of ruimteveer buiten de aardatmosfeer wordt gebracht om vervolgens het transport naar het einddoel (en veelal ook de terugweg) te regelen.
Bij reizen naar de maan in het verleden, werden ruimtecapsules (met een maanlander) gebruikt en ook voor de bevoorrading van ruimtestations worden ze veelvuldig ingezet.
Enkele bekende ruimtecapsules uit het heden en verleden zijn: Vostok 1, Apollo 11, Gemini 3 en Progress.